# Parafia Wniebowzięcia Najświętszej Maryi Panny w Opolu-Gosławicach
Parafia Wniebowzięcia Najświętszej Maryi Panny – rzymskokatolicka parafia, położona przy ulicy Wiejskiej 101 w Opolu. Parafia należy do dekanatu Opole w diecezji opolskiej. 

## Historia parafii
Parafia została założona w 1933 roku w wyniku podziału parafii św. Krzyża w Opolu. Parafia zasięgiem objęła wiernych będących mieszkańcami: Gosławic, Kolonii Gosławickiej i dzielnicy Opola - Armii Krajowej. Kościół parafialny zbudowano w 1933 roku. 8 września 1933 roku świątynia została konsekrowana przez kardynała Adolfa Bertrama.

## Msze św. w niedziele
W roku szkolnym: godz. 8.00, 10.00, 12.00, 17.00 (nabożeństwo popołudniowe o 16.15)
W okresie letnim: godz. 7.00, 9.00, 11.00

## Liczebność i zasięg parafii
Parafia liczy około 3500 mieszkańców. Do parafii należą następujące ulice: Chocimska, Grabowa, Grobla, Gryczana, Halicka, Hubala 7, 9, 11, 15, Jaglana, Jęczmienna, Kresowa, Krótka, Krzemieniecka od nr 19 do Końca (a właściwie od skrzyżowania z ulicą Lwowską), Lipowa, Łanowa, Nowa, Oleska od nr 118 (strona parzysta), od 135 (str. Nieparzysta) do końca, Osiedle, Owocowa, Pogodna, Pszeniczna, Pużaka 3A, 5A, 14, 16, 18, 17, 25, 45, 47, 51, Rzepakowa, Rzeszowska nr parzyste od 2 do 38 (bloki), Siewna, Skrajna (nr. nieparzyste), Swornicka, Tarnopolska od nr 85 do końca, Ustronna, Wiejska 1 - 173b, Wygonowa 1 - 29b, Zapłocie do nr 21 (granicą parafii jest skrzyżowanie z ulicą Żytnią, która jest graniczną w całej swej długości), Żytnia 1 - 9, Żytomierska

### Szkoły i przedszkola
- Publiczna Szkoła Podstawowa nr 25 w Opolu,
- Publiczne Przedszkole nr 30 w Opolu[3].

## Kler parafialny

### Proboszczowie po 1945 roku
- ks. Alojzy Ploszczyk,
- ks. Adam Igielski,
- ks. Hubert Janowski.
- ks. Marcin Cytrycki

### Wikariusze po 1945 roku
- ks. Ksawery Bałka,
- ks. Walter Rduch,
- ks. Antoni Zemełka,
- ks. Zygfryd Strzedula,
- ks. Józef Mikołajec,
- ks. Józef Żyłka,
- ks. Krystian Krawiec,
- ks. Konrad Hermański,
- ks. Ryszard Krawiecki,
- ks. Józef Gorka,
- ks. Krzysztof Niebudek,
- ks. Piotr Spallek,
- ks. Janusz Rył,
- ks. Adam Welthe,
- ks. Daniel Breguła,
- ks. Piotr Kierpal
- ks. Sylwester Pruski[3].

## Grupy parafialne
- Ministranci
- Szafarze Komunii św.,
- Marianki,
- Lektorzy,
- Schola,
- Caritas[4].